# Litsea liboshengii
Litsea liboshengii H.B. Cui – gatunek rośliny z rodziny wawrzynowatych (Lauraceae Juss.). Występuje naturalnie w południowych Chinach – w południowo-wschodniej części Tybetu. 

## Morfologia
PokrójZimozielone drzewo dorastające do 10 m wysokości. Młode pędy są owłosione i mają żółtawą barwę.
LiścieNaprzemianległe. Mają eliptyczny kształt. Mierzą 11,5–21 cm długości oraz 3–7 cm szerokości. Są owłosione i mają szarawą barwę. Nasada liścia jest klinowa. Blaszka liściowa jest o spiczastym wierzchołku. Ogonek liściowy jest owłosiony, ma żółtawą barwę i dorasta do 7–20 mm długości.
KwiatySą niepozorne, jednopłciowe, zebrane po 10–20 w baldachy, rozwijają się w kątach pędów. Okwiat jest zbudowany z 6 listków. Kwiaty męskie mają 9 owłosionych pręcików.

## Biologia i ekologia
Roślina dwupienna. Rośnie w wiecznie zielonych lasach. Występuje na wysokości do 2100 m n.p.m.